# Ivan Bojanić
Ivan Bojanić (in serbo иван Бојанић?; Kruševac, 30 aprile 1997) è un ex cestista serbo.